# Biomphalaria salinarum
Biomphalaria salinarum е вид коремоного от семейство Planorbidae.

## Разпространение
Видът е разпространен в Ангола.